# Stiripentol
Le stiripentol est un médicament antiépileptique vendu sous le nom de marque Diacomit. Il s'agit d'un anticonvulsivant dont la structure chimique est celle d'un alcool allylique aromatique.

## Usage médical
Le stiripentol est un médicament utilisé pour traiter une forme d' épilepsie appelée épilepsie myoclonique sévère du nourrisson,. Le médicament est pris par voie orale. Le médicament est pris avec le clobazam chez les enfants de plus de 2 ans.

## Effets secondaires
Les effets secondaires courants sont la perte d'appétit, la perte de poids, les troubles du sommeil, la somnolence ou une mauvaise coordination. D'autres effets secondaires peuvent inclure un faible taux de neutrophiles, un faible taux de plaquettes ou le suicide. L'utilisation pendant la grossesse peut nuire au bébé.

## Histoire
Le stiripentol a été approuvé pour un usage médical en Europe en 2007 et aux États-Unis en 2018,. Au Royaume-Uni, 250 mg deux fois par jour pendant un mois coûtent au NHS environ 280 livres sterling  en 2021. Aux États-Unis, ce montant coûte environ 1 600 dollars américains.